# Ачы (Ошская область)
Ачы (кирг. Ачы) — село в Кара-Сууском районе Ошской области Кыргызстана. Входит в состав Катта-Талдыкского айылного аймака.

## География
Село расположено в северо-западной части области, на расстоянии приблизительно 19 километров (по прямой) к югу от города Кара-Суу, административного центра района.

## Население
Согласно оценочным данным Национального статистического комитета Кыргызской Республики, численность населения села на начало 2023 года составляла 1592 человека.
| год     | 2009 | 2014 | 2015 | 2020 | 2021 | 2023 |
| ------- | ---- | ---- | ---- | ---- | ---- | ---- |
| человек | 1416 | 1637 | 1648 | 2383 | 1573 | 1592 |